# Coarctadera coarctata
Coarctadera coarctata är en rundmaskart. Coarctadera coarctata ingår i släktet Coarctadera, och familjen Rhabditidae. Arten är reproducerande i Sverige.